# コンコルディア大学

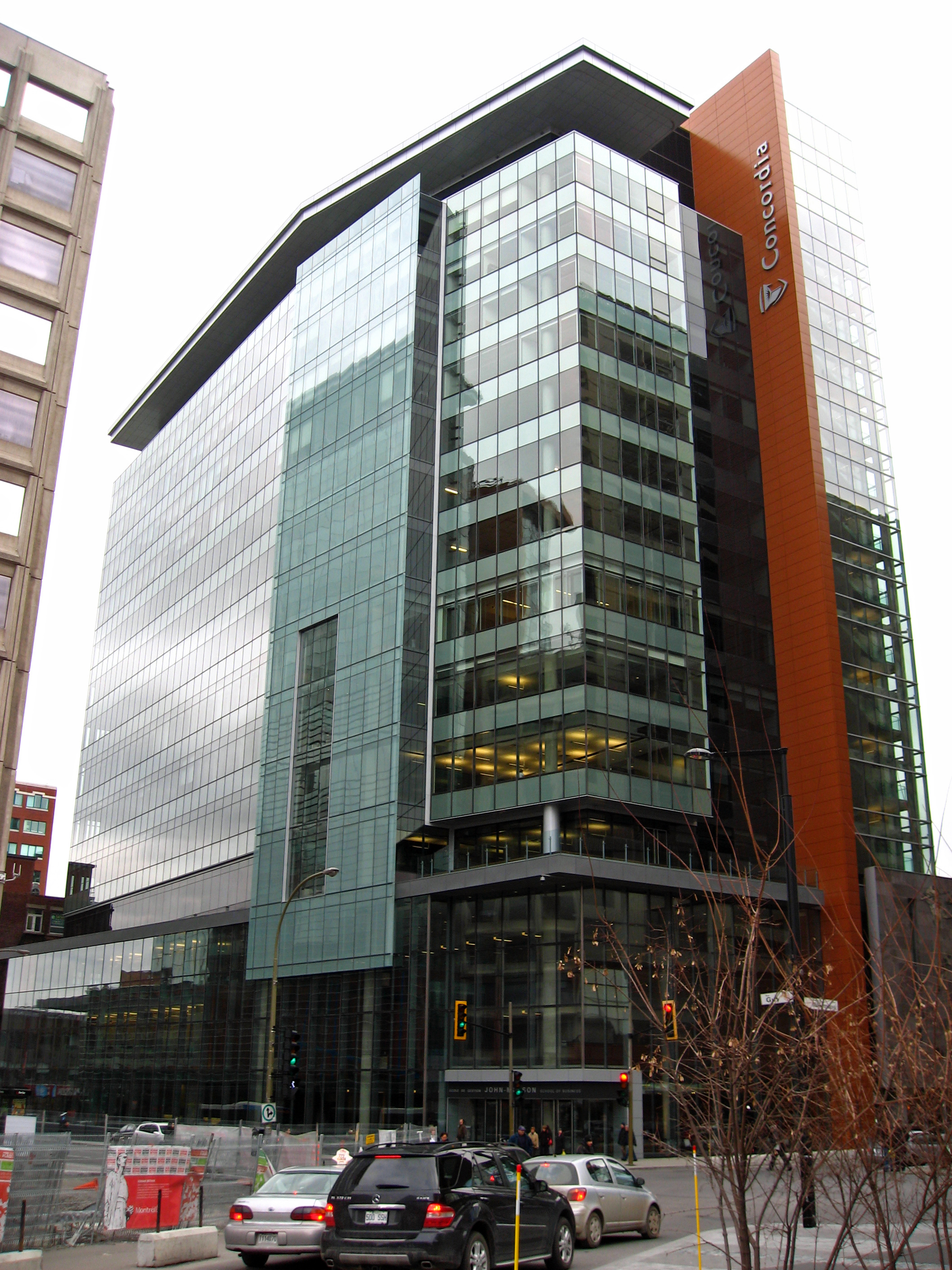
John Molson School of Businessの校舎

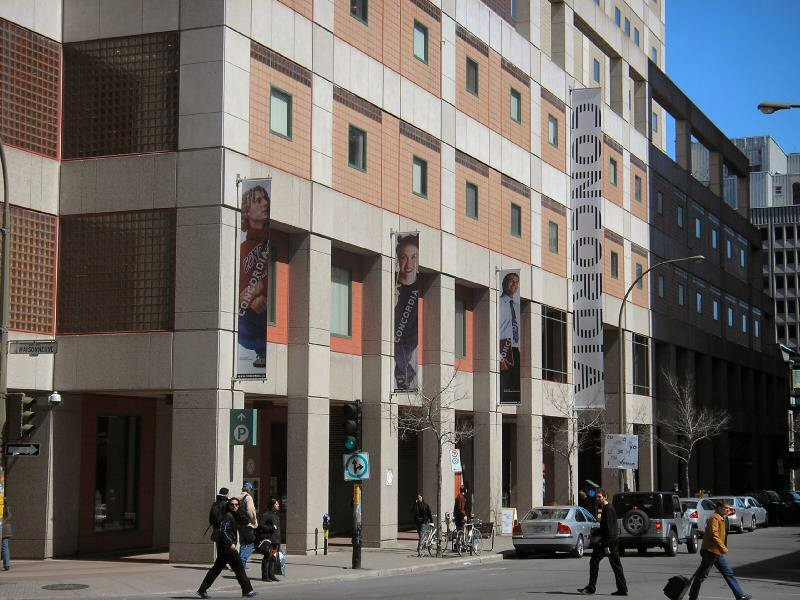
Sir George Williamsキャンパスにある大学図書館

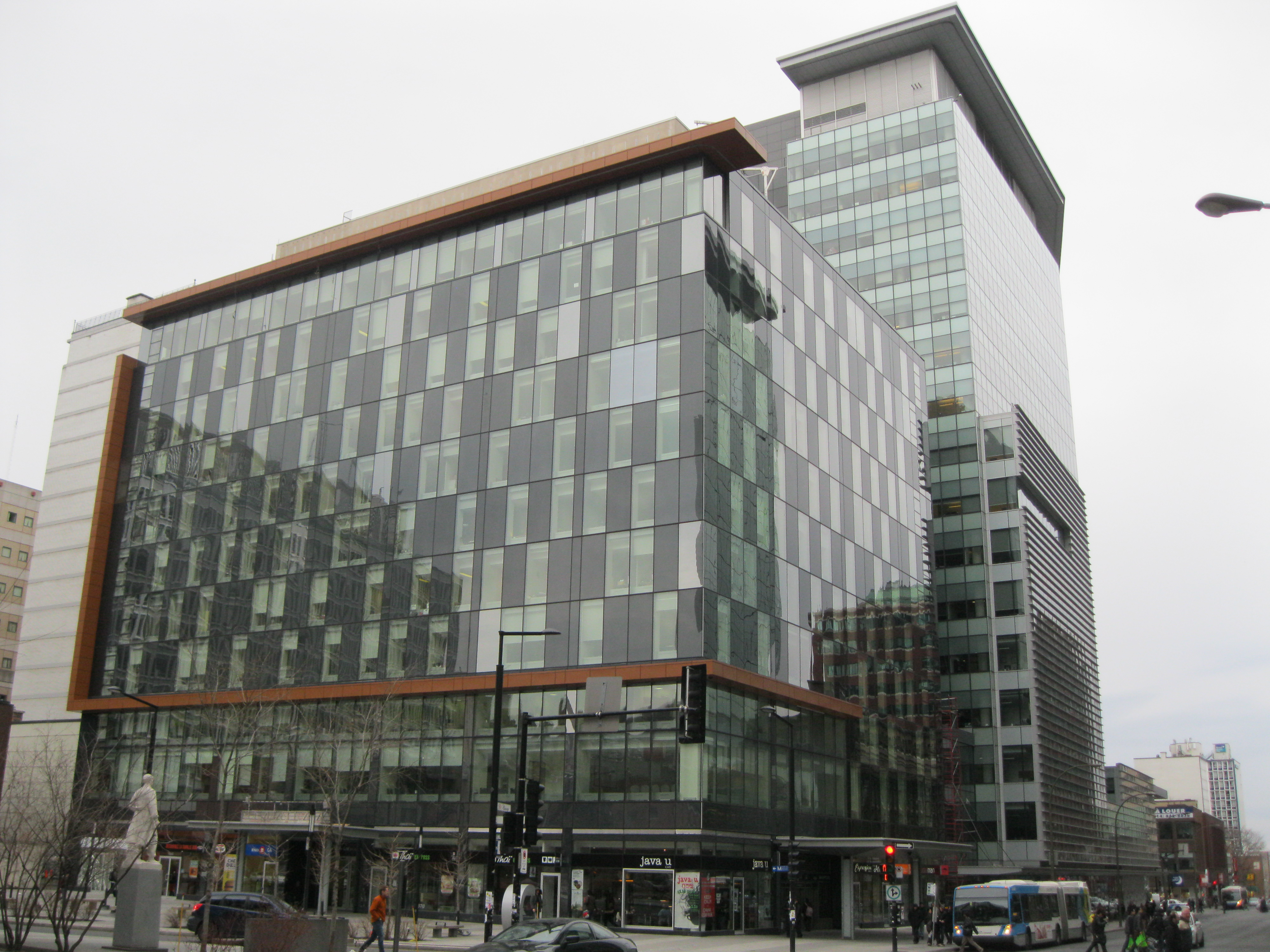
Sir George Williamsキャンパスの校舎

コンコルディア大学（英語: Concordia University）は、ケベック州、モントリオールに本部を置くカナダの公立大学。1896年創立、1974年大学設置。

## 概要
1974年に、サー・ジョージ・ウィリアムズ大学(Sir George Williams University)とロヨラカレッジ(Loyola College)が合併し、コンコルディア大学が誕生した。同じモントリオール市内にあるマギル大学と同じく、授業はケベック州公用語の仏語ではなく英語で行われる。学生数はおよそ4万人以上に上り、カナダで6番目の規模となっている。特に、ジャーナリズムと映像、絵画・彫刻、写真、演劇等などを中心とした芸術系分野においては世界的に知られておりカナダ有数の規模を誇る。他に、MBAビジネススクールとしてジョン・モルソン・スクール・オブ・ビジネスが設置されている。また、アジアや中東を始めとした世界各地からの留学生が多いのが特徴である。日本では別にコンコーディア大学という表記も見られる。

## 学部
- 教養学部（Faculty of Arts and Science）
- 理工学部（Faculty of Engineering and Computer Science (ENCS)）
- 芸術学部（Faculty of Fine Arts）
  - （Mel Hoppenheim School of Cinema）
- 経営学部（John Molson School of Business）

## キャンパス
キャンパスは地下鉄ギーコンコルディア(GUY-CONCORDIA)駅周辺のモントリオール中心部(Sir George Williams Campus)と郊外(Loyola Campus)の二つに分かれる。
- サー・ジョージ・ウィリアムズキャンパス（Sir George Williams Campus）
- ロヨラキャンパス（Loyola Campus）

## 著名な教員
- マーガレット・アトウッド - カナダの女流作家
- リチャード・フォルツ - カナダの歴史学者
- ジョージ・リューデ - イギリスの歴史学者

## 著名な卒業生
- ヘンリー・ミンツバーグ - 組織理論学の研究者
- メリッサ・オフ・ダ・マー - ロックミュージシャン
- ウィル・アーネット - カナダの俳優
- ヴィク・サヘイ - カナダの俳優
- ミレーヌ・ディン＝ロビック - カナダの女優
- E・アニー・プルー - アメリカの小説家
- ルーファス・ウェインライト - アメリカのシンガーソングライター

## 学術提携校
- 京都大学
- 大阪大学
- 佐賀大学
- 国際大学
- 早稲田大学
- 慶應義塾大学